# Amina Benbouchta
Amina Benbouchta (Casablanca, 1963) és una artista marroquina educada a Mont-real i París. És reconeguda internacionalment per les seves obres d'art contemporani que s'enfoquen en qüestions socials relacionades amb les polítiques de gènere. Al principi de la seva carrera va dirigir la revista de moda i cultura Les Aligés. També va formar part del grup d'artistes i comissaris Collectif 212 centrat en donar suport a l'art emergent al Marroc.

## Trajectòria
Nascuda a Casablanca el 1963, Amina Benbouchta va créixer durant els anys de plom del rei Hassan II, que van destacar per la seva violència estatal i intolerància política. Va ser durant aquest període que la carrera artística de Benbouchta va començar el 1986 després de graduar-se a la Universitat McGill de Mont-real, on es va especialitzar en Antropologia i Estudis de l'Orient Mitjà. El 1988 i durant els dos anys següents, va fer classes d'art a l'École des Beaux-Arts de París. Les seves obres s'han mostrat en institucions de tot el món, des de la Biennal del Caire (1993) fins al Museu Nacional de Dones Artistes de Washington DC (1997).
Durant els anys 1990, Benbouchta va dirigir la revista de moda i cultura Les Alignés. També va ser cofundadora de Collectif 212, un grup de comissaris i artistes ocupats en donar suport a l'art contemporani al Marroc. En formaven part Hassan Echair, Safâa Erruas, Jamila Lamrani, Imad Mansour, Myriam Mihindou i Younés Rahmoun.
El 1997 va completar la seva primera residència a l'Hôpital des Enfant Maladies, a Rabat. El 2004 va completar la seva segona residència al Palau Mnebhi de Marràqueix. El 2008 va completar la seva tercera residència al Castell de Dénia. A través de les seves pintures, instal·lacions i fotografies, parteix de l'antropologia per a reflexionar sobre els objectes quotidians, les persones i el seu entorn cultural.